# Girard-Turbine

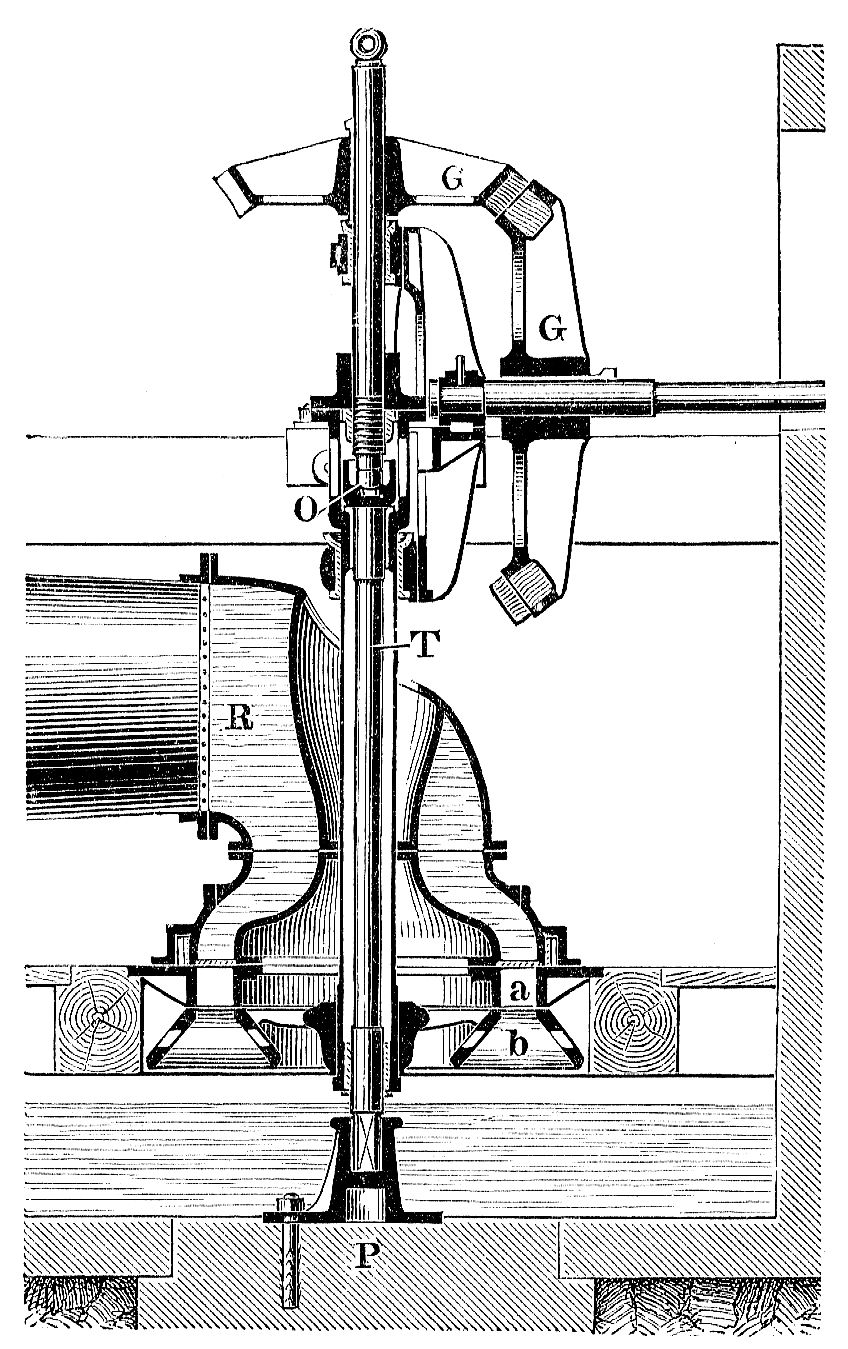
Querschnitt durch eine Girard-Turbine (ca. 1909) P: unteres Lager, b: Laufradschaufel, a: Leitradschaufel, R: Wasserzufluss, T: Tubinenwelle, O: Oberes Lager, G: Getriebe

Die Girard-Turbine ist eine vom Ingenieur Louis-Dominique Girard im Jahre 1851 in Frankreich entwickelte Wasserturbine.

## Wirkungsprinzip
Die Girard-Turbine ist eine Gleichdruckturbine und musste daher immer über dem Unterwasserspiegel angeordnet sein. Um ihre Abgabeleistung zu regeln, wurden die Laufradschaufeln teilweise abgedeckt. Bei Turbinen zur Verarbeitung von hohen Wasserdrücken wurde nur ein Teil der Laufradschaufeln beaufschlagt. Die Turbine wurde sowohl mit radialer als auch mit axialer Durchflussrichtung gebaut, ebenso konnte das Laufrad horizontal oder vertikal angeordnet werden.

## Geschichte
Die Girard-Turbinen wurde in der frühen Industrialisierung als Antrieb für Maschinen und zur Stromerzeugung eingesetzt. Sie war einfacher zu bauen als die Jonval-Turbine, ihre Leistung ließ sich einfach und genau regulieren. An Orten, wo größere Fallhöhen verarbeitet werden mussten, war die Turbine noch Anfang des 20. Jahrhunderts im Einsatz, bis sie von der Pelton-Turbine abgelöst wurde.

## Anwendungen
Beispiele von Anwendungen der Girard-Turbine:

### Kraftwerk Thorenberg, Littau
Das erste Wechselstromkraftwerk Europas von 1886 hatte eine vertikale Girard-Turbine mit einer Leistung von 250 PS (184 kW). Sie trieb über eine Transmission mehrere Generatoren an und versorgte die Stadt Luzern über eine Hochspannungsleitung mit elektrischem Licht.

### Standseilbahnen in Lausanne
Die beiden Standseilbahnen Lausanne–Ouchy und Lausanne–Gare wurden durch Girard-Turbinen der Bell Maschinenfabrik angetrieben. Für jede Fahrrichtung stand eine eigene Turbine zur Verfügung. Die Anlagen waren bis 1933 beziehungsweise 1923 in Betrieb.

### Kraftwerk Niagara Falls
1896 ging an den Niagarafällen die Edward Dean Adams Power Plant, das erste Kraftwerk mit Fernübertragung der elektrischen Energie in Betrieb. Die zehn Generatoren wurden von Girard-Turbinen angetrieben, die nach Zeichnungen von Piccard, Pictet & Co aus Genf von der I. P. Morris Company in Philadelphia gefertigt wurden. Jede Turbine hatte zwei vertikal angeordnete einander gegenüberliegende Laufräder, die von innen beaufschlagt wurden. Bei dieser Anordnung kompensierten sich die vom Wasserdruck verursachten Axialkräfte gegenseitig und die Lagerung brauchte nur das Gewicht von Laufrädern und Welle zu tragen. Die Drehzahl betrug 250 Umdrehungen pro Minute (siehe Edward Dean Adams Power Plant).